# Mouriri longifolia
Mouriri longifolia là một loài thực vật có hoa trong họ Mua. Loài này được (Kunth) Morley mô tả khoa học đầu tiên năm 1972.